# The Splitters
The Splitters je hrvaška rock skupina, ki jo sestavljajo štirje člani: Josip Senta, Marko Komić, Petar Senta in Antonio Komić.

## Zgodovina
The Splitters so bili ustanovljeni leta 2017 v Splitu na Hrvaškem.  Prvi album skupine »Love Sucks« je izšel 7. aprila 2018.  Na voljo je bil samo prek SoundClouda in je vseboval pesmi v angleškem jeziku. 
Skupina je v začetku leta 2019 podpisala pogodbo z glasbeno založbo Croatia Records in od takrat piše pesmi v hrvaškem jeziku.  Njihov drugi studijski album, »Izvedi me van«, je izšel 2. julija 2020. 
Leta 2023 so bili eni od 18 udeležencev Dore 2023, nacionalega izbrora Hrvaške za Pesem Evrovizije 2023. S pesmijo »Lost and Found« so zasedli četrto mesto.  Leta 2024 so se ponovno udeležili Dore. Nastopili so s pesmijo »Od kad te sanjam«, vendar so obstali v polfinalu in se niso uvrstili v finale. 

## Člani
Od ustanovitve skupine leta 2017 so vsi člani enaki. 
- Josip Senta – vokal, bas kitara (2017–danes)
- Marko Komić – kitara (2017–danes)
- Petar Senta – ritem kitara, vokal (2017–danes)
- Antonio Komić – bobni (2017–danes)

## Diskografija

### Studijski albumi
| Naslov          | Podrobnosti                                                                                         |
| --------------- | --------------------------------------------------------------------------------------------------- |
| »Love Sucks«    | - Objavljeno: 7. aprila 2018 - Založba: Samostojno izdano - Formati: pretakanje                     |
| »Izvedi me van« | - Objavljeno: 2. julija 2020 - Založba: Croatia Records - Formati: CD, digitalni prenos, pretakanje |

### Pesmi
| »Oboji me«                                                                                | 2019 | —  | Izvedi me van |
| »Život na ekranu«                                                                         | 2019 | —  | Izvedi me van |
| »Zauvijek mlad«                                                                           | 2019 | —  | Izvedi me van |
| »Nepoznata netko«                                                                         | 2020 | —  | Izvedi me van |
| »Lollipop«                                                                                | 2020 | —  | Izvedi me van |
| »Barbara«                                                                                 | 2021 | —  | —             |
| »Nitko kao mi«                                                                            | 2021 | —  | —             |
| »Emocionalna pornografija«                                                                | 2022 | —  | —             |
| »Izgubljeni grad«                                                                         | 2022 | 36 | —             |
| »Role filmova«                                                                            | 2022 | —  | —             |
| »Lost and Found«                                                                          | 2023 | —  | —             |
| »Svjetlost«                                                                               | 2023 | 17 | —             |
| »Od kad te sanjam«                                                                        | 2024 | —  | —             |
| »—« označuje izdaje, ki se niso uvrstile na lestvice ali niso bile izdane na tem ozemlju. |      |    |               |